# Rav van den Berg
Rav van den Berg, né le 7 juillet 2004 à Zwolle aux Pays-Bas, est un footballeur néerlandais, qui joue au poste de défenseur central au FC Cologne.

## Biographie

### PEC Zwolle
Né à Zwolle aux Pays-Bas, Rav van den Berg est formé par le club de sa ville natale, le PEC Zwolle. Il y signe son premier contrat professionnel le 25 mai 2020, le liant au club jusqu'en juin 2022. Il joue son premier match en professionnel lors d'une rencontre de championnat face au Vitesse Arnhem, le 1er mai 2021. Il est titularisé au poste d'arrière droit et son équipe s'incline par deux buts à un. Alors âgé de 16 ans et 298 jours, il est le deuxième plus jeune joueur du PEC Zwolle à jouer un match de première division néerlandaise derrière Sepp van den Berg.

### Middlesbrough FC
Le 6 juillet 2023, Rav van den Berg rejoint l'Angleterre afin de s'engager en faveur du Middlesbrough FC. Il signe un contrat de quatre ans, soit jusqu'en juin 2027,.
Van den Berg marque son premier but pour Middlesbrough le 28 novembre 2023, lors d'une rencontre de championnat face à Preston North End. Titularisé, il participe à la victoire de son équipe par quatre buts à zéro,.

### FC Cologne
Le 13 août 2025, Rav van den Berg rejoint le FC Cologne, club venant tout juste d'être promu en première division allemande. Il signe un contrat de cinq ans, soit jusqu'en juin 2030.

### En sélection
Rav van den Berg joue son premier match avec l'équipe des Pays-Bas espoirs le 8 septembre 2023, contre la Moldavie. Il est titularisé et son équipe l'emporte par trois buts à zéro.

## Vie privée
Rav van den Berg est le jeune frère de Sepp van den Berg, lui aussi footballeur professionnel.